# Cetatea Zebernicului
Cetatea Zebernicului, Cetatea Zebernic sau Cetatea Vurpăr (în germană Burg Zebernek, în maghiară Zebernik vára) a fost odinioară cea mai puternică cetate țărănească de refugiere (în germană Fluchtburg) din secolul al XIII-lea (după 1241). Astăzi din ea se mai păstrează rămășițe din zidul de incintă și o încăpere săpată în stâncă. Incinta fortificată avea o lungime de 255 m și o lățime de 55 m. Zidul avea grosimea de 1,8 m, poarta de intrare fiind străjuită de un turn cu secțiunea pătrată. Cetatea a ars în 1450 dar a fost refăcută de populația germană imigrată în Vințu de jos și Vurpăr (sași). Prima atestare documentară sub numele Zebernik este din 1622. În 1728 cetatea a fost din nou incendiată și nu a mai fost refăcută, ruinându-se în timp.
Ruinele cetății medievale a Zebernicului din satul Valea Vințului, comuna Vințu de Jos, aflate la 4 km în amonte de confluența Văii Vințului cu râul Mureș sunt înscrise în Lista monumentelor istorice din județul Alba cu codul LMI AB-I-s-B-00087. (RAN: 8997.01)